# Mála

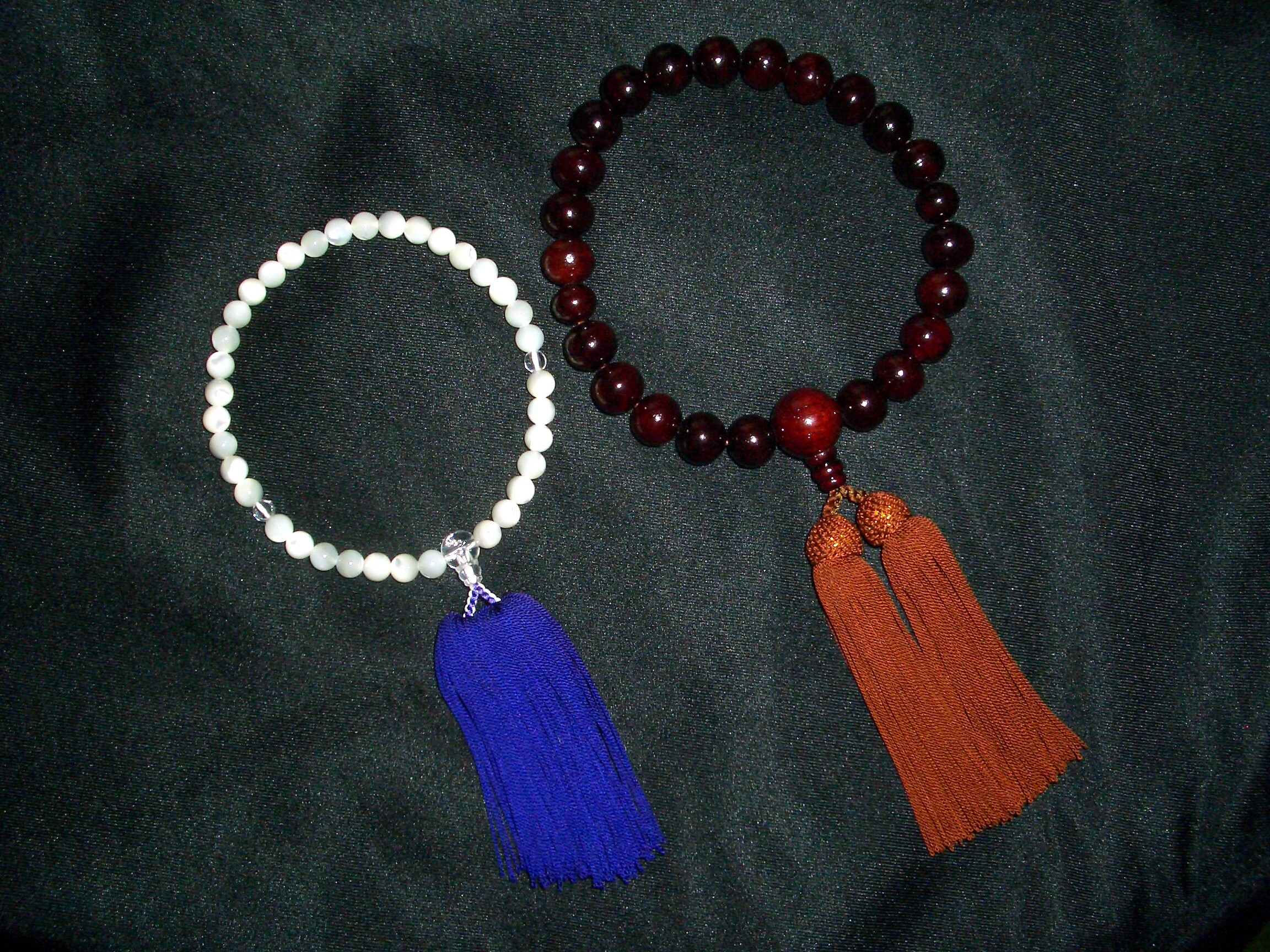
Mála

Mála, neboli japa mála (sanskrt: माला; mālā), je soustava korálků na provázku, tradiční pomůcka k počítání manter při meditacích. Podobá se křesťanským růžencům, ale je používána zejména v buddhismu a hinduismu.
Mála má zpravidla 108 korálků, anebo menší počet vždy dělitelný 9 (většinou 18, 21, 27, 54). Mála o 27 korálcích je běžně používaná například pro praxi přijímání útočiště a rozvíjení osvíceného přístupu (tzv. praxe poklon, součást Čtyř přípravných cvičení – Ngöndra).
Mály jsou prvotně používané k počítání manter. Tyto mantry mohou být vyslovovány za různými účely, ale se společným cílem dosáhnout osvícení pro dobro všech bytostí. Materiál, ze kterého je mála vyrobena, se může lišit podle účelu použití mály.
Mantry s uklidňující aktivitou by měly být vyslovovány s používáním bíle obarvených mál, přednostně vyrobených z křišťálu, či perel. Slouží především k očištění mysli od různých překážek a rušivých pocitů.
Mantry s obohacující aktivitou by měly být vyslovovány s používáním mál ze zlata, stříbra, mědi, nebo lotosového dřeva. Slouží především pro zlepšení životního stylu, vědomí a pro hromadění zásluh.
Mantry s fascinující aktivitou by měly být vyslovovány s málami vyrobenými ze santalového dřeva, jilmu, nebo broskvového dřeva.
Mantry s ochrannou aktivitou by měly být vyslovovány s málami vyrobenými z ořechů nebo kostí.